# 贺拉斯
昆图斯·贺拉提烏斯·弗拉库斯（拉丁語：Quintus Horatius Flaccus，前65年12月8日—前8年11月27日），通称贺拉斯，奥古斯都时期的著名诗人、批评家、翻译家，代表作有《诗艺》等。他是古罗马文学“黄金时代”的代表人之一。

## 觀點
作为翻译家，受西塞罗的文学批评和理论的影响，用相当的篇幅谈了创作中语言的使用和翻译问题。综合起来，主要有以下两点：
1. 翻译必须坚持活译，摒弃直译；
2. 本族语可通过译借外来词加以丰富。

他在《诗艺》中说过：“忠实原作的译者不会逐词死译”。